# Matthias Naß

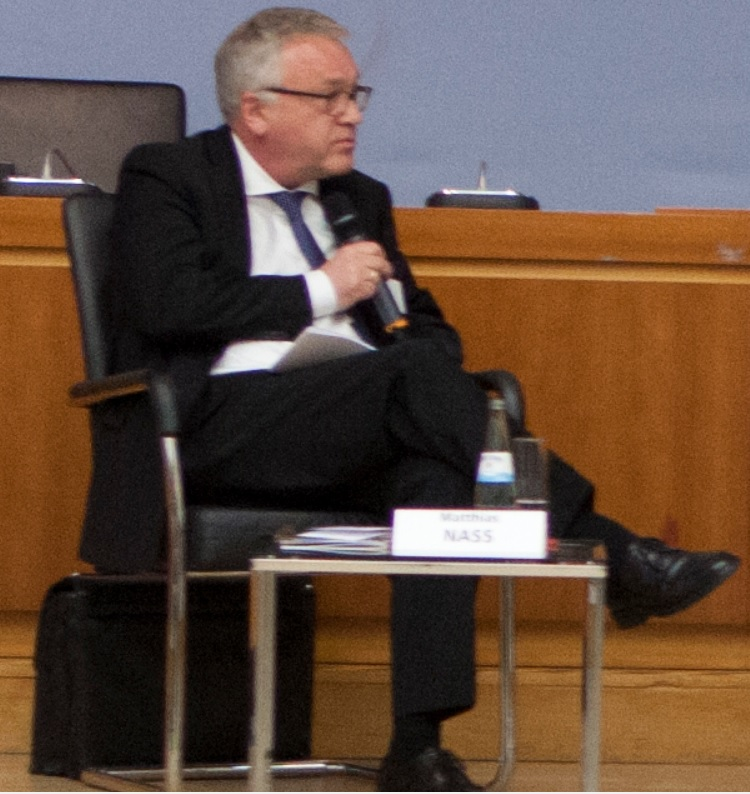
Matthias Naß

Matthias Naß (* 9. Juli 1952 in Bad Bevensen) ist ein deutscher Journalist. Er ist seit 2011 internationaler Korrespondent der Wochenzeitung Zeit.

## Leben
Naß studierte Geschichte, Sinologie und Politologie an den Universitäten Göttingen, Honolulu und Hamburg. Von der Henri-Nannen-Schule kam er 1983 zur Zeit. Im Jahre 1984 war Naß gemeinsam mit vier weiteren Absolventen der Henri-Nannen-Schule Co-Autor des Journalisten Wolf Schneider für das Buch Unsere tägliche Desinformation – Wie die Massenmedien uns in die Irre führen, in dem die Abläufe des Redaktionsalltags deutscher Zeitungen samt Gatekeeper dargestellt werden.
Naß begann seine Karriere als Redakteur im Ressort Politik. Er wurde 1990 stellvertretender Ressortleiter der Politikredaktion, von 1994 bis 1997 war er Redaktionsdirektor und von 1998 bis 2010 stellvertretender Chefredakteur. Seit dem 1. Januar 2011 ist er internationaler Korrespondent. Darüber hinaus ist er Mitbegründer und wissenschaftlicher Leiter der Zeit Akademie.
Naß war von 1978 bis 1982 Geschäftsführer der Deutschen Gesellschaft für Asienkunde und Herausgeber der Zeitschrift Asien. Er ist Vizepräsident des Deutsch-Japanischen Zentrums Berlin.
Naß hält Vorträge am Institut für Auslandsbeziehungen. Außerdem ist er stellvertretendes Kuratoriumsmitglied der Bundeskanzler-Helmut-Schmidt-Stiftung. Der Medienwissenschaftler Uwe Krüger rechnet Naß, der Mitglied im Lenkungsausschuss der  Bilderberg-Konferenz war, zu den mit den „Eliten“ gut vernetzten Journalisten und erhob den Vorwurf, dass durch eine Vielzahl gleichartiger Kontakte die „Eliten“ Einfluss auf die deutschen Leitmedien nehmen würden.
Naß ist verheiratet und hat zwei Kinder.

## Veröffentlichungen
- Countdown in Korea. C. H. Beck, München 2017, ISBN 978-3-406-72042-0
- Der Elblotse: Helmut Schmidts Hamburg. Hoffmann und Campe, Hamburg 2019, ISBN 978-3-455-00539-4
- Drachentanz. Chinas Aufstieg zur Weltmacht und was er für uns bedeutet. C. H. Beck, München 2021, ISBN 978-3-406-76450-9.
- Kollision. China, die USA und der Kampf um die weltpolitische Vorherrschaft im Indopazifik. C. H. Beck, München 2023, ISBN 978-3-406-80845-6.